# Peer Moberg
Peer Moberg (Oslo, 14 de febrero de 1971) es un deportista noruego que compitió en vela en las clases Europe y Laser. 
Participó en cuatro Juegos Olímpicos de Verano, entre los años 1996 y 2008, obteniendo una medalla de bronce en Atlanta 1996, en la clase Laser.
Ganó una medalla de bronce en el Campeonato Mundial de Laser de 2001 y dos medallas en el Campeonato Europeo de Laser, plata en 2001 y bronce en 2000. Además, obtuvo una medalla de bronce en el Campeonato Mundial de Europe de 1992.

## Palmarés internacional
| Campeonato Mundial | Campeonato Mundial | Campeonato Mundial | Campeonato Mundial |
| Año                | Lugar              | Medalla            | Clase              |
| ------------------ | ------------------ | ------------------ | ------------------ |
| 1992               | Izola (Eslovenia)  | Medalla de bronce  | Europe             |

| Juegos Olímpicos   | Juegos Olímpicos         | Juegos Olímpicos  | Juegos Olímpicos |
| Año                | Lugar                    | Medalla           | Clase            |
| ------------------ | ------------------------ | ----------------- | ---------------- |
| 1996               | Atlanta (Estados Unidos) | Medalla de bronce | Laser            |
| Campeonato Mundial |                          |                   |                  |
| Año                | Lugar                    | Medalla           | Clase            |
| 2001               | Cork (Irlanda)           | Medalla de bronce | Laser            |
| Campeonato Europeo |                          |                   |                  |
| Año                | Lugar                    | Medalla           | Clase            |
| 2000               | Warnemünde (Alemania)    | Medalla de bronce | Laser            |
| 2001               | Puck (Polonia)           | Medalla de plata  | Laser            |